# Josep Oller
Josep Oller Roca (Tarrasa, Barcelona, 1839-París, 19 de abril de 1922) fue un empresario de espectáculos español afincado en París.

## Trayectoria
Desde los tres años vivió en París.
Oller fue uno de los principales personajes del París de la Belle Époque, creador del Moulin Rouge y del teatro Olympia. Además inventó el sistema de apuestas mutuas, que se utiliza ampliamente en las carreras de caballos.
Su tumba se encuentra en el Cementerio del Père Lachaise de París.